# CD Fuengirola
Club Deportivo Fuengirola was een Spaanse voetbalclub uit Fuengirola. De club speelde drie seizoenen in de Segunda División B. Club Deportivo Fuengirola verdween in 1992.

## Geschiedenis
De club werd in 1931 opgericht en speelde tot 1962 in de regionale divisies. In 1962 promoveerde het voor het eerst naar de Tercera División, waarna het in 1968 weer terugkeerde naar het regionale voetbal.
In 1981 promoveerde CD Fuengiorla opnieuw naar de Tercera División. De club maakte zelfs twee promoties op rij mee, waardoor het in het seizoen 1982/83 mocht aantreden in de Segunda División B. Na een jaar degradeerde het echter opnieuw naar de Tercera División. Van 1990 tot 1992 speelde CD Fuengirola opnieuw in de Segunda División B, maar in 1992 werd de club opgedoekt. CD Fuengirola smolt samen met CD Los Boliches en zo ontstond UD Fuengirola.

## Gewonnen prijzen
- Tercera División: 1981/82 en 1983/84